# Kraka Fyr
 Der er for få eller ingen kildehenvisninger i denne artikel, hvilket er et problem. Du kan hjælpe ved at angive troværdige kilder til de påstande, som fremføres i artiklen.

Kraka Fyr er et rekonstrueret vikingeskib baseret på skibsfundet Skuldelev 6. 
Skibet er bygget i fyr, med køl og stævne af eg. Delene i den indvendige konstruktion er fremstillet af fyr, rødel og birk. Det originale skib er bygget i Sognefjorden i Norge omkring år 1030. Det er mærkværdigvis på samme sted og på samme tid som det havgående handelsskib Skuldelev 1. Der er flere ligheder i konstruktionen af de to skibe, som viser slægtskabet. F.eks. har de begge det specielle, langsgående bundknæk i skibssiden under vandlinjen.
Skuldelev 6 var oprindeligt bygget som en forholdsvis lavbordet båd med 6 bordgange. Den har sandsynligvis været brugt til transport eller fragt af varer eller til fangst og fiskeri i beslægtede farvande. Den kunne ros fra ikke mindre end 14 årepositioner langs essingen.
Kraka Fyr sejles af et bådelaug tilknyttet Vikingeskibsmuseet og kan ses sejle på Roskilde Fjord om sommeren. Skibet er 11,2 meter langt med en besætning på 8-15 mand.
Med den rigtige vind kan Kraka komme op på omkring 12,5 knob; for årer omkring 2,5 knob.